# Tadeusz Żuk-Skarszewski
Tadeusz Żuk-Skarszewski (ur. 1858 w Krakowie lub w dworze rodzinnym w Przyszowej, zm. 22 stycznia 1933 w Krakowie) – polski pisarz i publicysta.

## Życiorys
Urodził się w rodzinie ziemiańskiej w Małopolsce, jego ojcem był Faustyn Żuk-Skarszewski, notariusz i poseł, a matką Anna z Duninów Wąsowiczówna.
Odziedziczył część rodzinnego majątku w Przyszowej, lecz na podstawie dekretu dziedzictwa z dnia 2 IX 1905, brat Adam spłacił jego część i stał się jedynym właścicielem majątku
Studiował filozofię i prawo na europejskich uniwersytetach, kolejno we Lwowie, Strasburgu i Wiedniu.
Był członkiem kabaretu Zielony Balonik.
Po ukończeniu studiów pracował jako dziennikarz. Od 1888 współpracował z petersburskim Krajem, gdzie publikował teksty na tematy literackie i dla którego przesyłał korespondencje z Londynu. W 1918 był naczelnikiem biura prasowego Komisji Likwidacyjnej w Krakowie. Współpracował z Ilustrowanym Kuryerem Codziennym jako korespondent zagraniczny, a w latach 1921–1922 pisał felietony Widzi-mi-się. Kiedy w 1919 wyjechał do Paryża, na konferencję pokojową, w charakterze korespondenta prasy polskiej i informatora prasy zagranicznej w Ilustrowanym Kuryerze Codziennym zamieszczano jego Korespondencje z Paryża.
W latach 1920–1921 pracował na stanowisku dyrektora Polskiego Biura Informacyjnego w Nowym Jorku, gdzie był jednocześnie współtwórcą miesięcznika The Poland.
Podczas pobytu w Londynie w 1927 ożenił się z Angielką.
Po powrocie do kraju osiadł w Krakowie, zmarł 22 stycznia 1933. Pochowany na cmentarzu Rakowickim (kwatera PAS 15-płd-po lewej Merunowicza).
Drukiem wydał dwie własne powieści. Dokonał przekładu wielu utworów literatury angielskiej i amerykańskiej.

## Ordery i odznaczenia
- Krzyż Oficerski Orderu Odrodzenia Polski (9 listopada 1931)[9]

## Twórczość
- Pustka. Opowieść na tle Kartaginy współczesnej. Powieść (1918)[10]
- Rumak Światowida. Karykatura wczorajsza. Powieść (1919)[11]
- Stanisław Wyspiański. 1867–1907. Studium wstępne w: Stanisław Wyspiański. Dzieła malarskie. Napisana wspólnie ze Stanisławem Przybyszewskim (1925)[12]

### Przekłady
- Ch. Dickens: Noc wigilijna. Straszliwa historia o duchach i upiorach przez sławnego pisarza po angielsku spisana, a przez Wierzbiętę po polsku powtórzona. (1908)[13]
- R. Hughes: Tajemnica bryły lodu (1928)